# Kildare-i Szent Brigitta
Kildarei Szent Brigitta, más írásmóddal Brigida (írül: Naomh Bríd, latinul: Brigida), (Faughart, 453 körül – Kildare, 524) kora középkori ír apáca, Írország védőszentje.
Az 5. század második, és a 6. század első felében működött Írországban. Legendája szerint rendkívül szép nő volt, aki egy betegségben kérte Istent gyógyulásáért. Az ima meghallgatásra talált, Brigitta pedig örök szüzességet fogadott, és elvonulva a vadonba egy tölgyfa alatt cellát épített, és oda költözött. Ebből jött létre később a híres Kill Dare („tölgyfa-hajlék”) nevű kolostor, Írország és Skócia sok későbbi kolostorának anyakolostora. Brigittát később – Szent Patrik mellett – Írország védőszentjeként kezdték el tisztelni. Testét a reformáció idején, VIII. Henrik angol király uralkodása alatt elégették, feje Lisszabonban van. Ünnepnapja február 1.